# محمد صدقی استرآبادی
سلطان محمد صدقی استرآبادی (؟ ه‍.ق در استرآباد - ۹۵۲ ه‍.ق در کاشان) شاعر پارسی‌گوی سدهٔ دهم هجری و متخلص به صدقی است. او از اهالی استرآباد بود و در کاشان زندگی کرد. صدقی در شعر استاد محتشم کاشانی و از دانشمندان روزگار خود به‌شمار می‌رفت. وی در سرودن اقسام شعر، به ویژه قصیده توانا بود. در کاشان درگذشت و همان‌جا دفن شد. در تذکره «صبح گلشن» نام او به خطا، صدری ضبط شده‌است. از آثارش: «دیوان» شعر؛ شرح «مطالع الانوار» ارموی؛ «ساقی نامه».